# ケアンズ
ケアンズ（英語: Cairns [ˈkænz] ( 音声ファイル), [ˈkernz]）はオーストラリア大陸北東岸、ヨーク岬半島の付け根付近に広がる珊瑚海に面する港湾都市。背後にグレートディヴァイディング山脈が控えている。ファーノースクイーンズランド地方の中心都市である。人口は約16万人で、都市圏は急速に拡張している。
様々なマリンスポーツも盛んなグレートバリアリーフ、およびクイーンズランドの湿潤熱帯地域という海山両方の世界遺産があり、クイーンズランド州の中でも主な観光拠点となっている。ブリスベンから約1,707km、シドニーからは約2,420kmに位置する。

## 歴史
イギリス人が入植する前はアボリジニ（オーストラリア先住民）のWalubarra Yidinji族が居住していた。1770年、ジェームズ・クックが初めてこの地を調査し、現在のケアンズのある湾をトリニティ湾と名付けた。100年後、詳細な調査で港として有効な地形であると分かると、1876年、トリニティ湾の入り江の背後の高原にあるホッジキンソンで発見された金を船積みする必要から、急ごしらえで造られたのが今日のケアンズの町である。土地は大部分がマングローブの生茂る沼地や砂丘であったが、宅地に変える作業が続き、サトウキビ、トウモロコシ、コメ、バナナ、パイナップル等の農業用地の開墾も進んだ。金の積み出しルートはポートダグラスに代わられたが、農業の成功により都市として自立が可能となり、1906年には港湾機能も整備された。ケアンズの名前の由来はクイーンズランド州の知事であったウィリアム・ケアンズに因んでいる。
第二次世界大戦中は、連合国の戦略拠点として空軍基地や飛行艇の基地が設けられ、珊瑚海海戦の出撃拠点の1つとなった。戦後は観光が主要な産業となり、特に1984年にケアンズ国際空港が開港するとオーストラリアのゲートウェイとして発展してきた。

## 気候
熱帯モンスーン気候（Am）に属する。モンスーンの雨季は11月から5月。6月から10月は乾季であるがにわか雨が多い。ケアンズはオーストラリアで最も湿度の高い都市である。雨季にはサイクロンに見舞われることが多い。最寒月でも「海から上がると少し肌寒い程度」でしかもこの時期が弱い乾季にあたり雨が少ないためマリンスポーツに適している。雨量が多いため、周辺には熱帯雨林が広がる。
| ケアンズの気候                          | ケアンズの気候 | ケアンズの気候 | ケアンズの気候 | ケアンズの気候 | ケアンズの気候 | ケアンズの気候 | ケアンズの気候 | ケアンズの気候 | ケアンズの気候 | ケアンズの気候 | ケアンズの気候 | ケアンズの気候 | ケアンズの気候   |
| 月                                      | 1月            | 2月            | 3月            | 4月            | 5月            | 6月            | 7月            | 8月            | 9月            | 10月           | 11月           | 12月           | 年               |
| --------------------------------------- | -------------- | -------------- | -------------- | -------------- | -------------- | -------------- | -------------- | -------------- | -------------- | -------------- | -------------- | -------------- | ---------------- |
| 最高気温記録 °C （°F）                  | 40.4 (104.7)   | 38.9 (102)     | 37.7 (99.9)    | 36.8 (98.2)    | 31.3 (88.3)    | 30.8 (87.4)    | 30.1 (86.2)    | 31.4 (88.5)    | 33.9 (93)      | 36.0 (96.8)    | 37.2 (99)      | 40.5 (104.9)   | 40.5 (104.9)     |
| 平均最高気温 °C （°F）                  | 31.4 (88.5)    | 31.2 (88.2)    | 30.6 (87.1)    | 29.2 (84.6)    | 27.6 (81.7)    | 26.0 (78.8)    | 25.7 (78.3)    | 26.6 (79.9)    | 28.1 (82.6)    | 29.5 (85.1)    | 30.6 (87.1)    | 31.4 (88.5)    | 29.0 (84.2)      |
| 平均最低気温 °C （°F）                  | 23.7 (74.7)    | 23.8 (74.8)    | 23.0 (73.4)    | 21.6 (70.9)    | 19.9 (67.8)    | 17.9 (64.2)    | 17.1 (62.8)    | 17.4 (63.3)    | 18.7 (65.7)    | 20.6 (69.1)    | 22.3 (72.1)    | 23.4 (74.1)    | 20.8 (69.4)      |
| 最低気温記録 °C （°F）                  | 18.2 (64.8)    | 17.9 (64.2)    | 17.7 (63.9)    | 13.0 (55.4)    | 10.1 (50.2)    | 6.2 (43.2)     | 7.3 (45.1)     | 7.8 (46)       | 11.1 (52)      | 12.4 (54.3)    | 14.6 (58.3)    | 17.1 (62.8)    | 6.2 (43.2)       |
| 降水量 mm （inch）                      | 396.9 (15.626) | 450.1 (17.72)  | 426.3 (16.783) | 199.0 (7.835)  | 90.5 (3.563)   | 45.6 (1.795)   | 29.4 (1.157)   | 27.5 (1.083)   | 34.2 (1.346)   | 41.8 (1.646)   | 95.0 (3.74)    | 181.2 (7.134)  | 2,012.4 (79.228) |
| 平均降水日数                            | 18.3           | 19.1           | 19.2           | 17.8           | 13.6           | 9.7            | 8.9            | 8.0            | 7.7            | 8.3            | 10.3           | 13.8           | 154.7            |
| % 湿度                                  | 70.5%          | 73.5%          | 72.5%          | 71.5%          | 70.0%          | 67.5%          | 65.0%          | 63.0%          | 60.5%          | 61.0%          | 64.0%          | 66.0%          | 67.0%            |
| 平均月間日照時間                        | 192.1          | 172.3          | 183.6          | 189.3          | 189.3          | 203.4          | 206.2          | 223.2          | 243.0          | 248.6          | 237.3          | 217.5          | 2,701            |
| 出典：Bureau of Meteorology (Australia) |                |                |                |                |                |                |                |                |                |                |                |                |                  |

## 観光

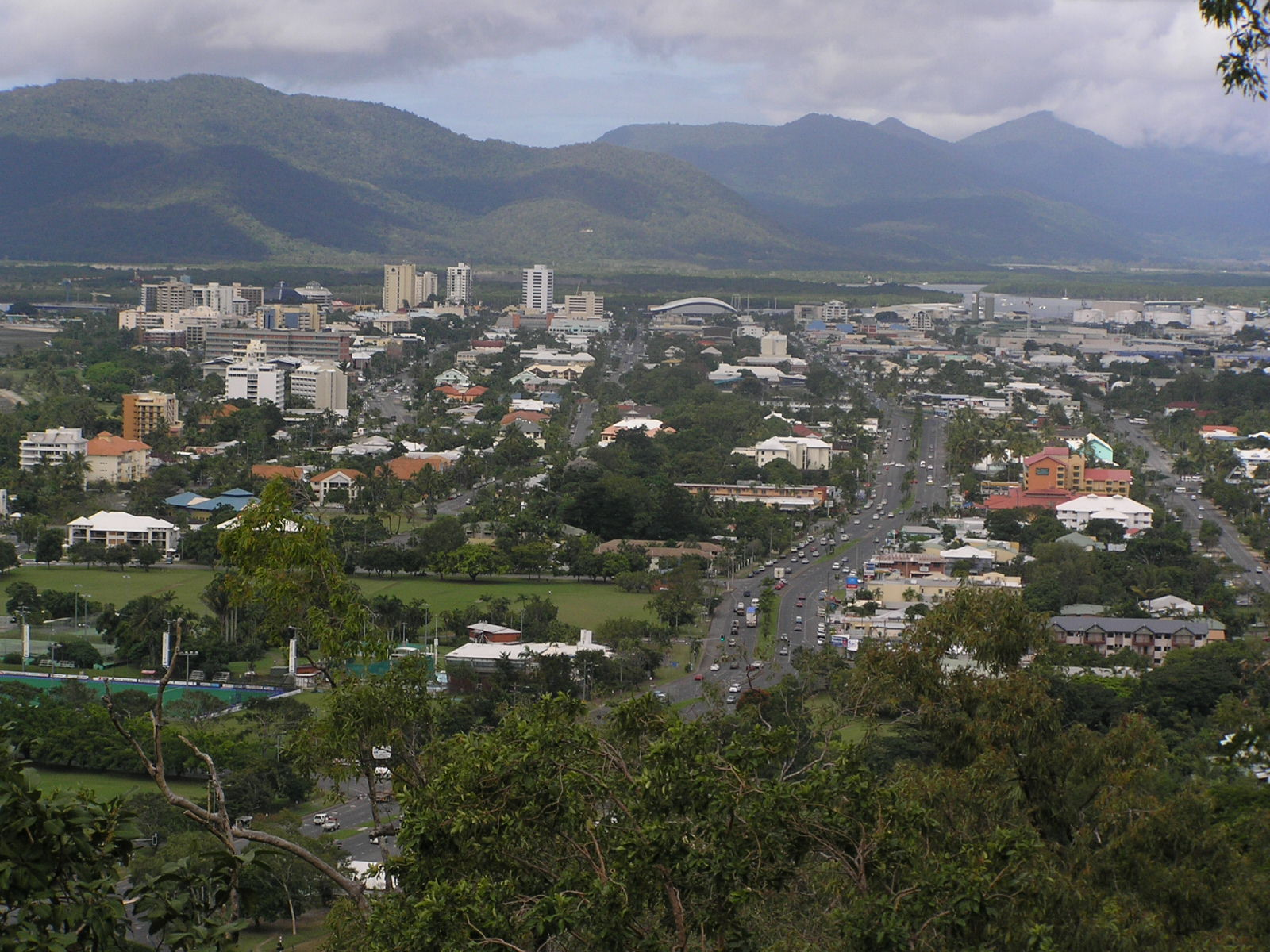
ケアンズ市街

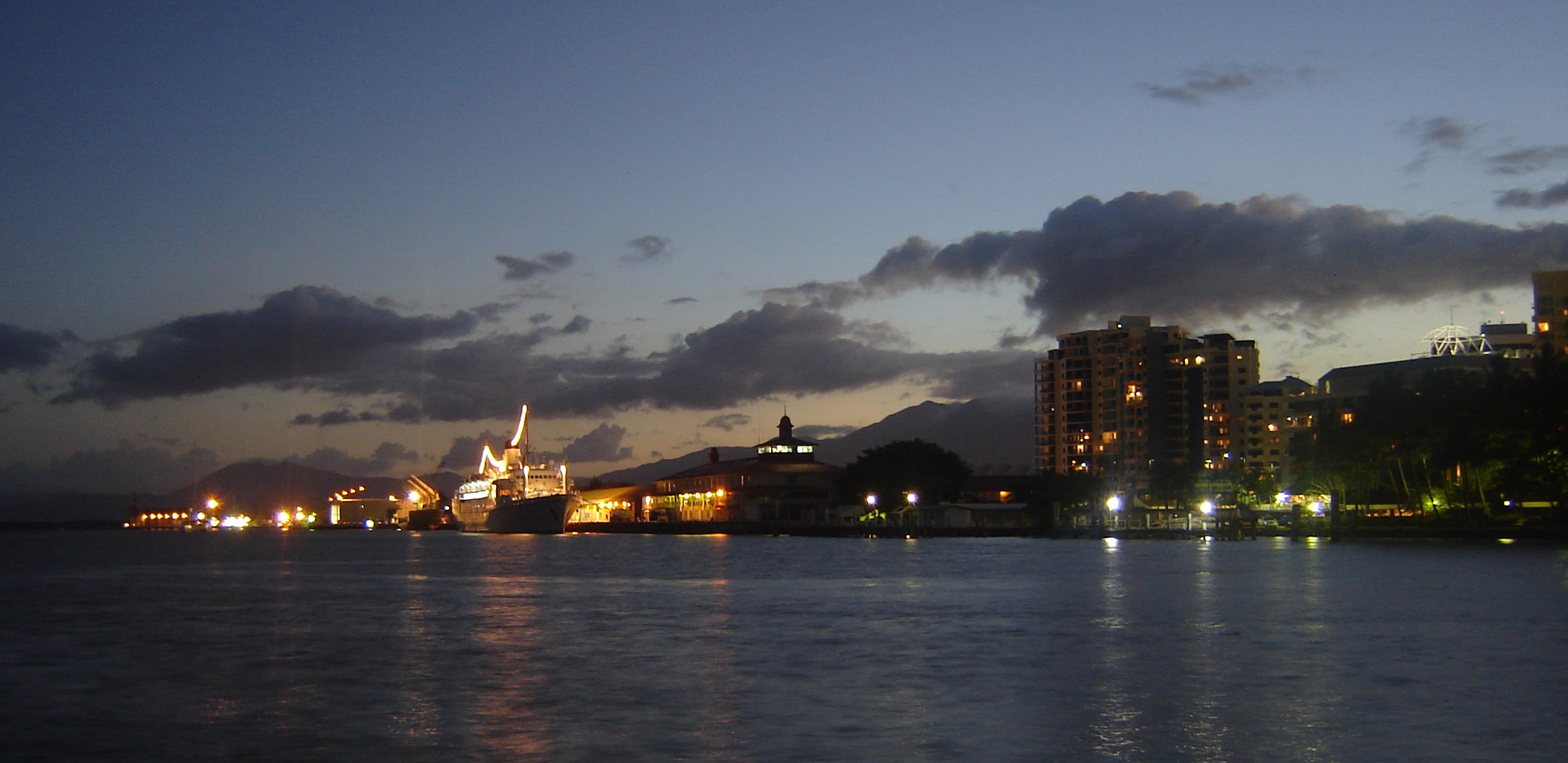
夜のケアンズ港（後ろはカジノ・ドーム）

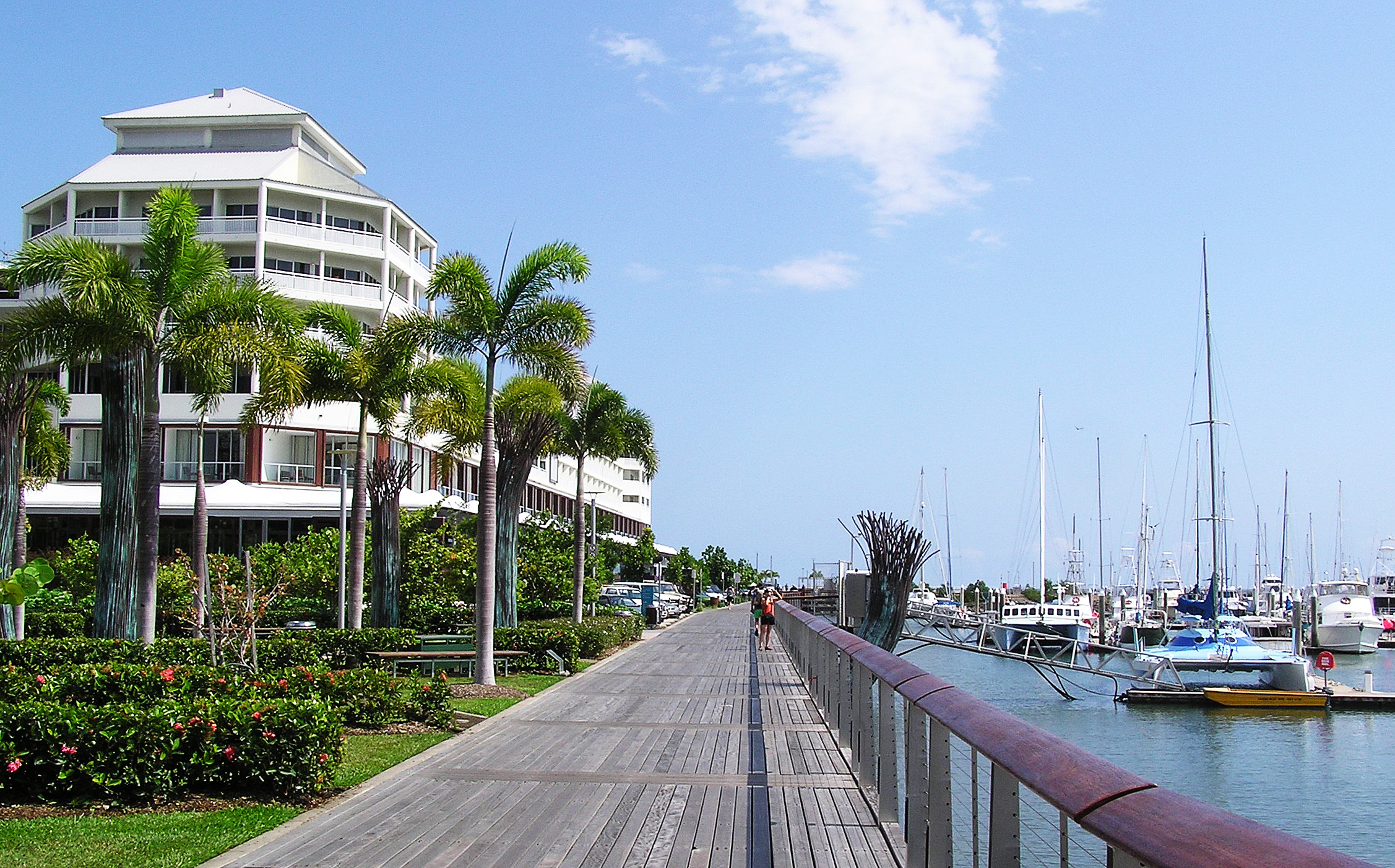
ピア

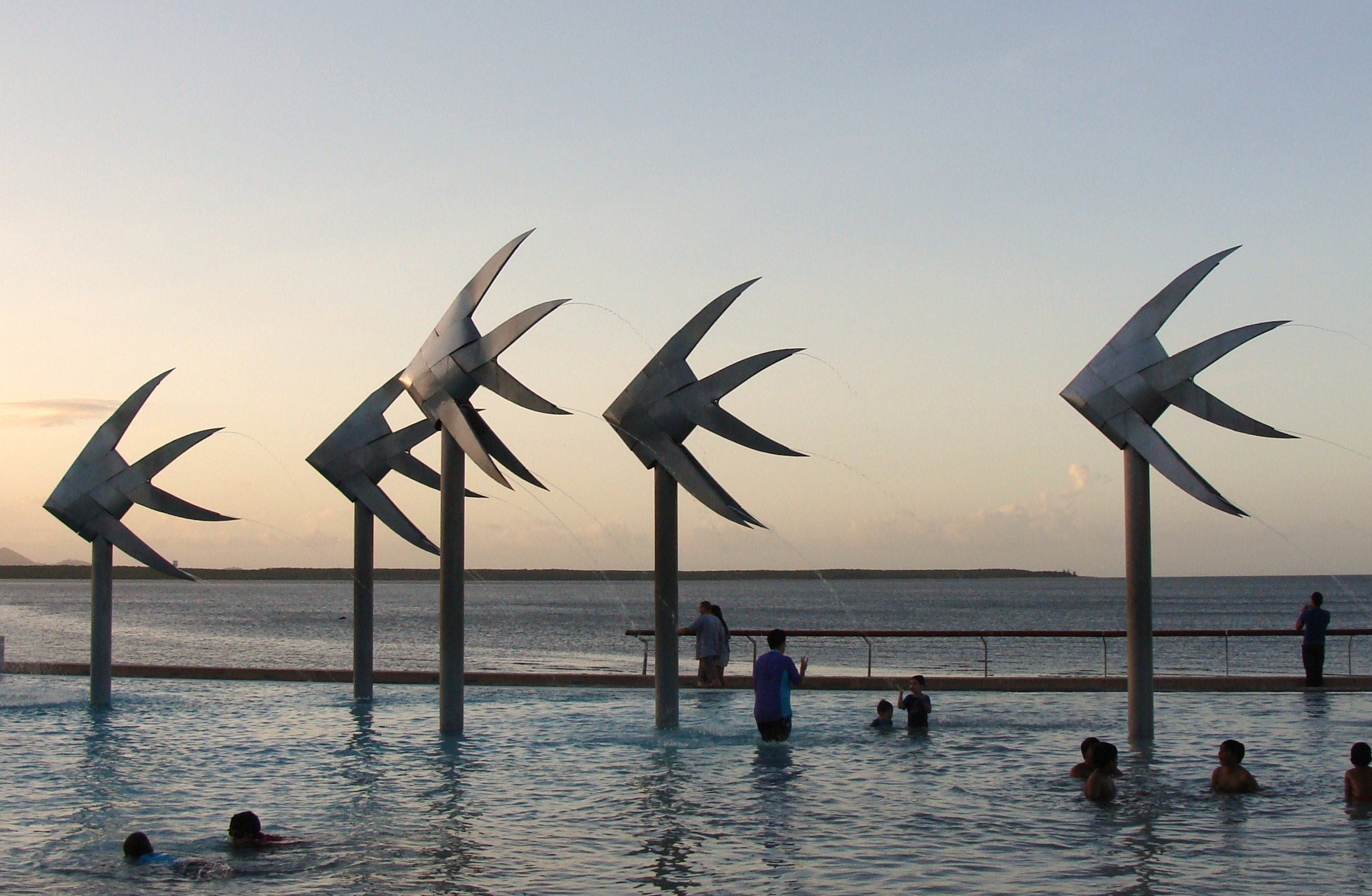
夜のケアンズ・エスプラネード

- グレートバリアリーフ（世界遺産）
  - グリーン島（英語版）
- ケアンズトロピカルズー＆ナイトズー（動物園）
- ハートリースクロコダイルアドベンチャーズ（動物園）
- パロネラ・パーク
- キュランダ（クランダ） - ケアンズ近郊にある熱帯雨林に覆われた町。
  - クイーンズランドの湿潤熱帯地域（世界遺産）の一部
  - キュランダ高原列車
  - スカイレール
  - キュランダコアラガーデンズ（動物園）

港付近にある人工のラグーン「ケアンズ・エスプラネード」では2003年に当時の市長・ケヴィン・バーンがトップレスを許可したことから人気を集めている。

## 交通
- ケアンズ国際空港
- ブルース・ハイウェイ
- クイーンズランド鉄道ケアンズ駅はノース・コースト線の終着駅である。
  - トラベルトレインのキュランダまでの観光列車「キュランダ高原列車」やブリスベンまでの長距離旅客列車が発着する。
  - 私鉄のフォーサイスまでの観光列車「ザ・サバンナランダー」が発着する。

## 教育
多数の公立、私立の小中学校がある。TAFEとジェームズクック大学のケアンズキャンパスがスミスフィールドにある。マヌンダには航空学校の基地がある。

## スポーツ
バスケットボール：男子 NBL ケアンズ・タイパンズ

## 姉妹都市
- 徳島県美波町、日本
- ラエ、パプアニューギニア
- シドニー、カナダ
- スコッツデール、アメリカ合衆国
- リガ、ラトビア
- 湛江市、中華人民共和国
- 栃木県小山市、日本